# هاري روجرز (لاعب كريكت)
هاري روجرز (21 يناير 1889 - 4 يوليو 1956) (بالإنجليزية: Harry Rogers)‏ هو لاعب كريكت بريطاني وبريطاني (وحمل سابقاً جنسية المملكة المتحدة لبريطانيا العظمى وأيرلندا).

## وصلات خارجية
- هاري روجرز على موقع إي آس بي آن كريك إنفو (الإنجليزية)